# 香港民族論
香港民族論（ホンコンみんぞくろん）は、香港大学学生会が2014年9月に出版した政治理論の書物。学苑 (香港大学)が編集を行った。同年2月には「香港民族 命運自決」という文章が発表された。雑誌には吳叡人、練乙錚、孔誥烽、徐承恩および蘇賡哲の文章が掲載され、香港民族主義の合理性必要性が記載された。

## 掲載された論文
- 梁繼平 - 綜援撤限爭議與本土政治共同體
- 王俊杰 - 本土意識是港人抗爭的唯一出路
- 曹曉諾 - 香港人的背後是整個文化體系
- 李啟迪（中国語版） - 香港是否應有民族自決的權利？
- 吳叡人 - The Lilliputian Dream：關於香港民族主義的思考筆記
- 練乙錚 - 與學苑同學談香港人和香港人意識
- 孔誥烽（中国語版） - 殘缺的國族 自決的城邦 二十世紀中國民族國家建構困境下的香港問題
- 徐承恩 - 城邦述事：香港本土意識簡史
- 蘇賡哲 - 本土思潮的幾點釋疑

## 関連類似書
- 陳雲 - 《香港城邦論（中国語版）》、《香港遺民論》及相關系列
- 羅永生 - 《zh:殖民家國外》
- エルネスト・ルナン - 『国民とは何か』（仏題: Qu’est-ce qu’une Nation?）
- ベネディクト・アンダーソン - 『想像の共同体』（英語: Imagined Communities、中国語: zh:想像的共同體）
- アントニー・D・スミス - 『ナショナリズムの生命力』(英語: National Identity）
- チャールズ・ティリー - "Democracy"
- 曹長青 - 《獨立的價值：全世界文明社會共同的價值》

## 各界の反応
梁振英行政長官は2015年1月14日、年に一度の施政方針演説において『香港民族論』を名指しで批判し、「間違った主張に警戒せざるを得ない」と述べた。